# Wilhelm Archipelago
Wilhelm Archipelago är en ö i Antarktis. Den ligger i havet utanför Västantarktis. Argentina, Chile och Storbritannien gör anspråk på området.